# Cecilia Valdés (novela)
Cecilia Valdés o La Loma del Ángel es una novela romántica y costumbrista de la autoría del cubano Cirilo Villaverde y es considerada como una de las más representativas de la literatura cubana, tanto por sus temas como por su argumento; asimismo, se puede considerar la primera novela cubana.
Es una novela en dos tomos, y el primero fue publicado por la imprenta literaria de Lino Valdés a mediados de 1839. La obra completa se publicaría en Nueva York en 1879, y, ya en su versión definitiva, en la misma ciudad en 1882.

## Sinopsis
La hermosa criolla Cecilia ignora que es hija ilegítima del rico español Cándido de Gamboa, y Leonardo, el hijo de Don Cándido, que tampoco sabe que Cecilia es su media hermana, se enamora de ella y la convierte en su amante. Mientras, el mulato José Dolores Pimienta ama a Cecilia sin ser correspondido. Presionado por las convenciones sociales y su familia, Leonardo abandona a Cecilia para casarse con la distinguida Isabel Ilincheta. Al concluir la boda, Pimienta, a quien Cecilia ha pedido que mate a Isabel, asesina a Leonardo a cuchilladas. Finalmente Cecilia, quien tiene una hija de Leonardo, es recluida en el Hospital de Paula, donde reencuentra casualmente a su madre, quien recupera la razón perdida y reconoce a su hija antes de morir.
La novela refleja el universo de los negros y mulatos libres de La Habana colonial, así como las costumbres de las familias españolas poseedoras de esclavos. Villaverde, abolicionista convencido, describe los horrores de la esclavitud tanto en la ciudad como en los ingenios y contrapone la dureza de don Cándido, para quien los esclavos solo son «piezas», con la bondad de Isabel Ilincheta.

## Adaptaciones

### La zarzuela
Cecilia Valdés es probablemente la más conocida zarzuela cubana, compuesta por Gonzalo Roig a partir de la novela. Esta zarzuela también se ha convertido en símbolo de cubanía, gracias a su música, y son especialmente conocidas la «Entrada» de Cecilia y el «Popopó» de Dolores Santa Cruz.
Al igual que en la novela, los personajes de la zarzuela están marcados por un destino trágico o al menos infortunado, propio de la novela romántica del siglo XIX. La obra se desenvuelve en La Habana colonial, hacia el 1830.

### La película
Cecilia es también el nombre de la película de 1982, del director Humberto Solás, también basada en la novela (aunque con notables cambios) y protagonizada por Daisy Granados e Imanol Arias.

### Otras adaptaciones y homenajes
- Los protagonistas de la obra reaparecen en la novela La isla de los amores infinitos (Grijalbo, 2006), de la escritora cubana Daína Chaviano, en un rol muy diferente al original. La autora hace otra lectura de los personajes de Cecilia y Leonardo. El propio autor, Cirilo Villaverde, también figura como personaje en la obra de Chaviano.
- El escritor cubano Reinaldo Arenas hizo su propia versión de la novela, en su obra de corte satírico La Loma del Ángel (1987).
- El compositor cubano Ernesto Lecuona compuso una zarzuela, María la O, no autorizada, por la negativa del autor en ese momento a que su obra fuese adaptada a este género musical. El autor del libreto fue el escritor español Guillermo Fernández-Shaw Iturralde. Posteriormente, se hizo una película de esta zarzuela.
- El artista cubano Erig Rebull, por encargo del Historiador de la Ciudad, Eusebio Leal, y con la desinteresada asesoría de muchos colaboradores, le hizo en escultura en bronce, y se encuentra ubicada frente al atrio de la Iglesia del Santo Ángel Custodio, justo en la Loma del Ángel, en La Habana, desde el 20 de diciembre de 2014.